# Сасакский язык
Сасакский язык — язык народа сасаки, который составляет большинство населения индонезийского острова Ломбок. Является близкородственным по отношению к языкам соседних островов: Бали и Сумбава. По данным на 1989 год число носителей оценивается в 2 100 000 человек. В качестве письменности используется латиница. Относится к бали-сасакской ветви западнозондских языков малайско-полинезийской подсемьи австронезийской семьи.

## Диалекты
Выделяют 5 диалектов, которые не всегда взаимно понятны: куто-куне (северный), нгето-нтете (северо-восточный), мено-мене (центральный), нгето-нгене (центрально-восточный, центрально-западный), мриак-мрику (юго-центральный).